# Flavius Budean
Flavius Budean (* 4. Oktober 1996 in Timișoara) ist ein deutsch-rumänischer Schauspieler.
Er spielte von der 18. Staffel (Folge 820) bis zur 22. Staffel (Folge 948) in der deutschen Fernsehserie Schloss Einstein die Rolle des Orkan Török.

## Filmografie
- 2014–2019: KI.KA LIVE: Schloss Einstein Backstage
- 2014–2019, 2021: Schloss Einstein